# Vlag van San Marino
De nationale vlag van San Marino bestaat uit twee gelijke horizontale balken in de kleuren wit (boven) en lichtblauw. In het centrum staat het nationale wapen van San Marino. Dit wapen bestaat uit een schild met daarop drie torens met daarbovenop een kroon. Onder het schild staat het woord Libertas (vrijheid). De vlag is op 16 april 1862 officieel als nationale vlag van San Marino ingevoerd. In 2011 is de kroon boven het wapen op de vlag gewijzigd.
Naast deze vlag heeft San Marino ook een civiele- en handelsvlag. Deze heeft geen wapen, maar is verder gelijk aan de landsvlag.

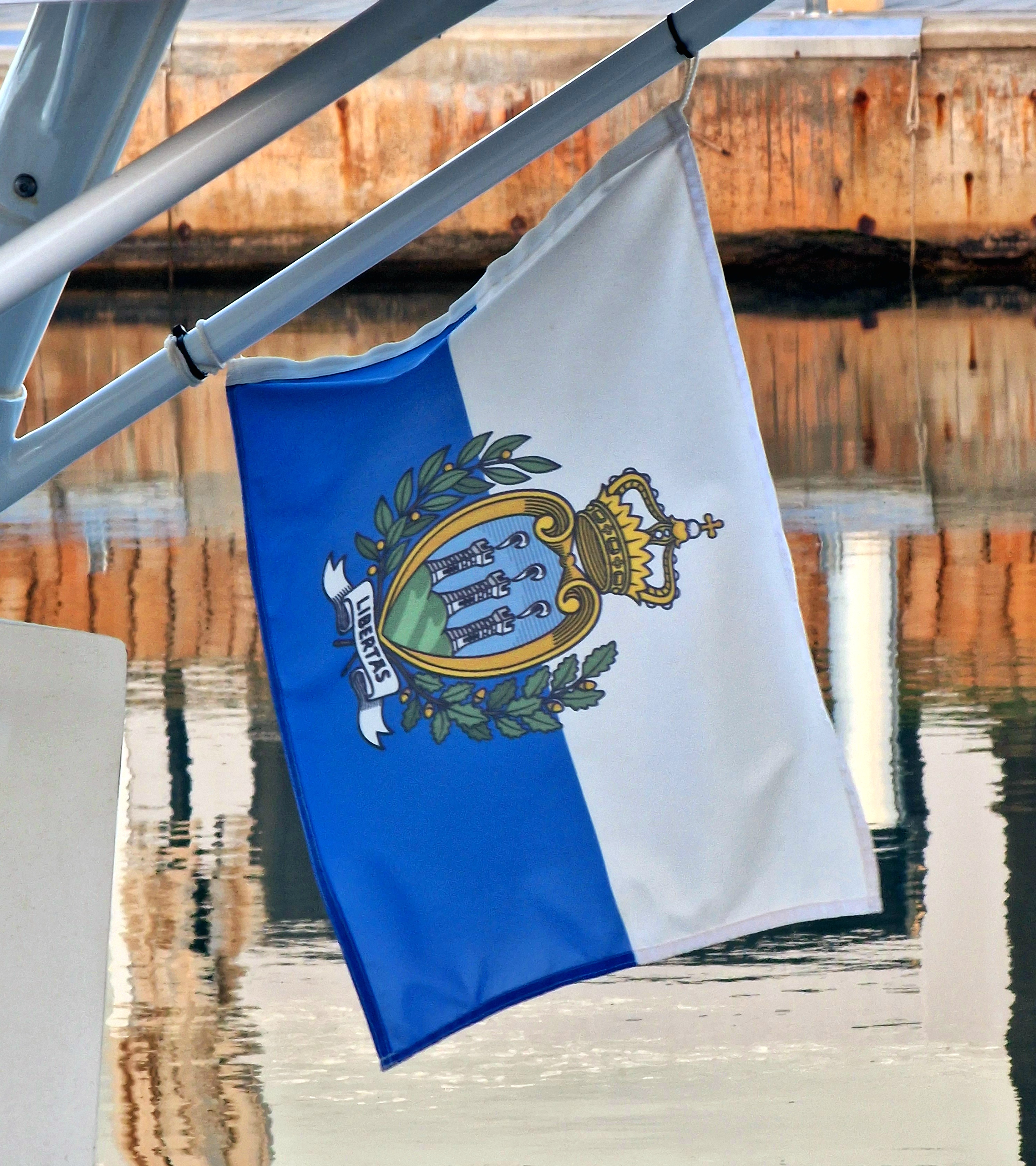
Vlag van San Marino op een boot in Spanje.

## Geschiedenis

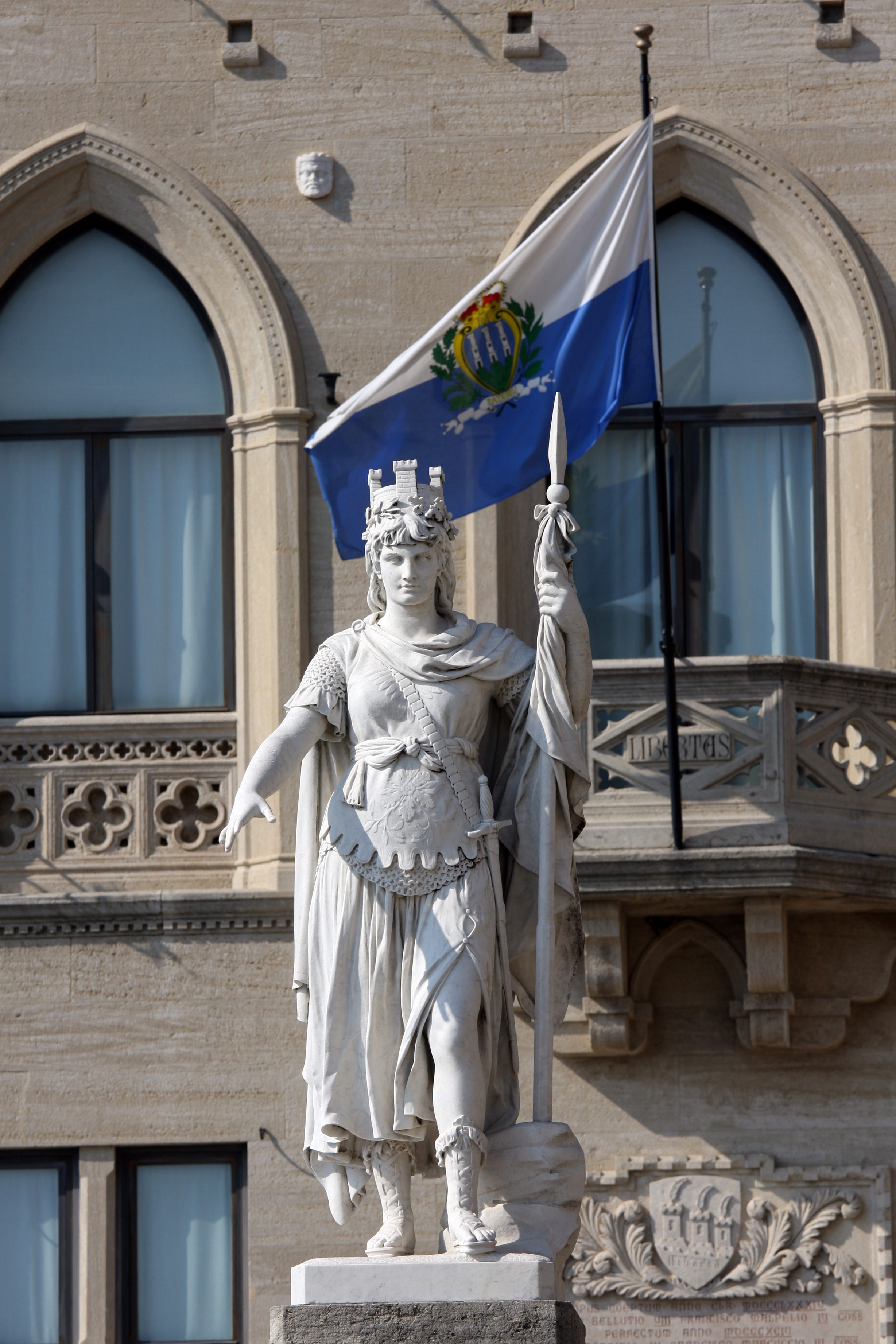
De vlag van San Marino achter de Vrijheidsbeeld, 2009. Het toont een vlag van voor 2011

De oudst bekende standaard van de republiek dateert van 4 september 1465, toen het werd besteld bij een fabrikant in Florence, naar verluidt samengesteld uit een driekleur van goud, wit en "alessandrino" (gedacht dat het paars was, onlangs geherinterpreteerd als een azuurblauwe tint).
In 1797, waarschijnlijk beïnvloed door de golf van hervormingen in Frankrijk, gaf de Hoge Raad van de Republiek opdracht voor een witblauwe kokarde die, toevallig of niet, identiek was aan de haan die door de Franse revolutionairen werd gebruikt.
Het decreet van 6 april 1862 standaardiseerde het wapenschild, maar maakte geen melding van de vlag.
| Vlag | Jaar  | Beschrijving                                                                                       |
| ---- | ----- | -------------------------------------------------------------------------------------------------- |
|      | 1465  | Slagstandaard. Hypothetische reconstructie volgens Malagola.                                       |
|      | 1465  | Slagstandaard. Hypothetische reconstructie volgens Casali.                                         |
|      | 1829  | Vlag gehesen op de Guaita. Eerste vermelding van het gebruik van een wit-blauwe tweekleurige vlag. |
|      | –2011 | ? in gebruik vóór 2011.                                                                            |

## Gemeentevlaggen
De vlaggen van de negen gemeenten in San Marino zijn allemaal duidelijk op de nationale vlag gebaseerd. Zie het artikel Lijst van vlaggen van San Marinese gemeenten.